# Космос-1868
Космос-1868 је један од преко 2400 совјетских вјештачких сателита лансираних у оквиру програма Космос.
Космос-1868 је лансиран са космодрома Плесецк, СССР, 14. јула 1987. Ракета-носач Р-14 Чусоваја (рус. Чусовая) (8К65, НАТО ознака SS-5 Skean) са додатим степеном је поставила сателит у орбиту око планете Земље. 